# Супервизија
Супервизија је интеракцијски процес у којем један искусни и едуковани стручњак преузима одговорност да ради са другим стручњаком како би се постигли одговарајући лични, професионални и методскоорганизациони стандарди у раду са клијентима. То је важан процес помоћу којег социјални радници могу наставити развој својих знања и вештина након завршетка формалног образовања. Филозофија и пракса супервизије, као заједничког учења, укључује повезивање, сарадњу и стварање ради изграђивања што бољег професионалног идентитета стручњака.